# Новоминской район
Новоминской район — административно-территориальная единица в составе Азово-Черноморского и Краснодарского краёв, существовавшая в 1934—1953 годах. Позднее был упразднен, его территория вошла в состав Красноочаговского района. Административный центр — станица Новоминская.
Новоминской район был образован 28 декабря 1934 года в составе Азово-Черноморского края. В его состав вошли 4 сельсовета: Албашский, Копанский, Новодеревянковский и Новоминской.
13 сентября 1937 года Новоминской район вошёл в состав Краснодарского края.
22 августа 1953 года Новоминской район был упразднён. Его территория в полном составе была передана в состав Красноочаговского района.